# 久保田豊
久保田 豊（くぼた ゆたか、1890年4月27日 - 1986年9月9日）は、日本の実業家。位階は正三位。日窒コンツェルンの野口遵と共に、当時世界最大級の水豊ダムをはじめ、朝鮮北部に大規模なダムを建設した。戦後は建設コンサルタント会社日本工営社長を務めた。

## 履歴
- 1890年（明治23年） - 熊本県阿蘇に生まれる。
- 1914年（大正3年） - 熊本中学校、第五高校を経て、東京帝国大学工学部土木工学科卒業、内務省で河川改修工事に従事。
- 1920年（大正9年） - 久保田工業事務所を設立。その後、野口遵の元で朝鮮を中心に日窒コンツェルンのダム建設に従事。
- 1936年（昭和11年） - 朝鮮総督宇垣一成と朝鮮軍司令官小磯国昭大将に鴨緑江開発計画案を説明。
- 1946年（昭和21年） - 建設コンサルタント会社である新興電業株式会社（翌年に日本工営に改称）を設立。同年公職追放[2]。
- 1984年（昭和59年） - 開発途上国の発展には途上国自体による自立・自助が必要で、そのために優れた技術者の養成が不可欠との考えで公益信託久保田豊基金を設立。
- 1985年（昭和60年） - 勲一等旭日大綬章受章。
- 1986年（昭和61年） - 96歳で死去。墓所は多磨霊園。

## 業績
日窒コンツェルンの長津江水電、朝鮮送電の取締役を経て、朝鮮電業社長に就任。当時世界的な生産規模を有していた朝鮮窒素肥料興南工場などへ電力を供給する体制を整えた。また世界でも最大級のダムである鴨緑江の水豊ダムの建設を実現した。戦後、ビルマ（現ミャンマー）のバルーチャン発電計画を受注し、これは結果的にODAの原点となる戦後賠償の第1号案件につながった。その後、ベトナムのダニムダム、ラオスのナムグムダム、インドネシア・韓国・南米・アフリカ諸国の電源開発・農業水利のコンサルタントとして日本の技術輸出の新しい分野を開拓した。2013年（平成25年）、国際コンサルティング・エンジニア連盟（FIDIC）から、過去100年間に建設されたインフラ施設や100年間に活躍した技術者に贈られる「FIDIC Centenary Awards（FIDIC100周年記念賞）」個人部門の大賞を受賞した。

## 栄典
外国勲章佩用允許
- 1944年（昭和19年）10月5日 - 満州国：勲三位景雲章[6]